# A hamelni patkányfogó

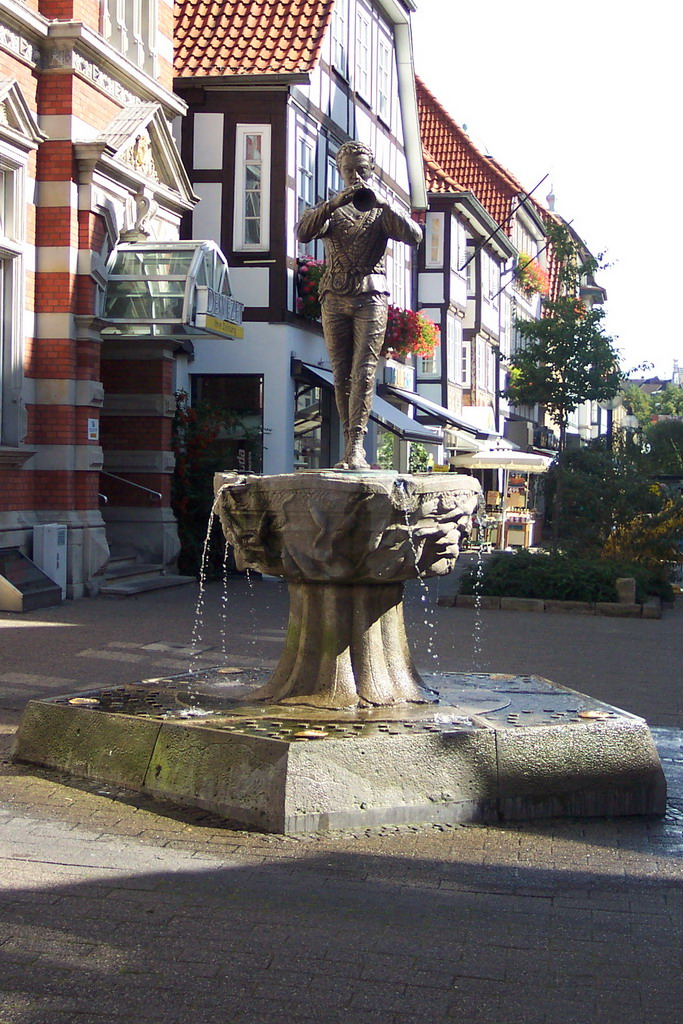
A hamelni patkányfogó szobra Hamelnben

A Hamelni patkányfogó (németül: Der Rattenfänger von Hameln) német legenda, mely Hameln városához kapcsolódik. Több változatban is ismert.

## A legenda
Az egyes változatok egyetértenek abban, hogy 1284 júniusában a patkányoktól hemzsegő Hameln városába egy köpönyeges idegen érkezett, aki egy bizonyos összegért elvállalta, hogy megszabadítja a várost a patkányoktól. Bűvös erejű sípjával a Weser folyóba csalogatta az állatokat, ezzel teljesítette a feladatot, de a bérét megtagadták tőle.
1284. június 26-án vadász képében tért vissza, és újra megfújta sípját, de most a gyerekeket csalogatta magával. A Koppel-hegybe vezette őket, ahonnan többé nem kerültek elő. 130 gyerek tűnt el.
A különböző változatok eltérnek abban, hogy elkésett-e és visszatért-e néhány gyerek. Az egyik változat szerint az egyik sánta, a másik vak, a harmadik siket volt; ő a többi gyereket követte kíváncsiságból. Egy másik változat szerint az egyik vak, a másik néma volt, a harmadik pedig visszafordult útközben a kabátkájáért. Egyes változatokban a gyerekeket is a folyóba fullasztotta, míg mások szerint a gyerekek visszatérhettek, miután a szülők többszörösen is kifizették a patkányfogót.
Egyes változatok szerint a patkányfogó Erdélyben bukkant fel újra, ahol letelepedett a gyerekekkel. Így ők lettek az első erdélyi szászok.
A történetet több mint harminc nyelvre fordították le, és sok országban tanítják. Ismert Ázsiában is Amerikában is.

## Ábrázolása

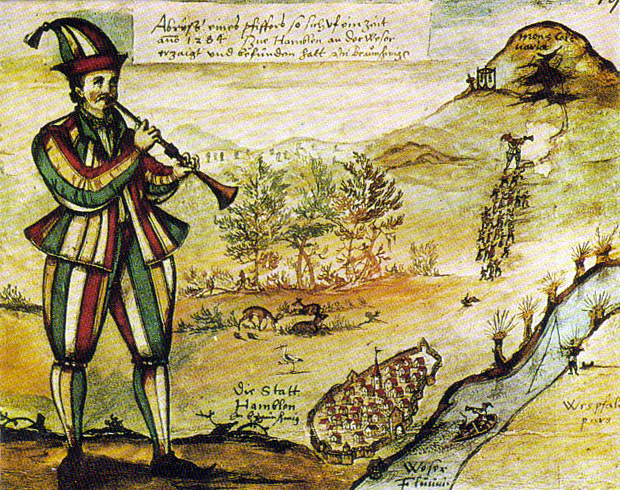
A legrégebbi fennmaradt kép a patkányfogóról. A vízfestményt 1592-ben készítette Augustin von Moersperg a hamelni templom ablakán levő ábra alapján

A monda legelső ismert ábrázolása egy 1300 körül festett üvegablak volt, ami azonban a 17. században elpusztult. A kép egy valóban megtörtént eseményre utal, de máig nem ismert, hogy mire, ugyanis a patkányok csak a 16. században kerültek be a történetbe.

## Történelmi háttere
Nem tudjuk biztosan, milyen tragédia érhette a hamelni gyerekeket. Lehetett áradás, vagy toborzás egy újabb keresztes hadjáratra. Egyes vélemények szerint a patkányfogó a halált jelképezi, mások szerint a gyerekeket eladták a konstantinápolyi rabszolgapiacon. A halál jöhetett járvány képében, vagy egy pogány kultusz miatti isteni beavatkozásként, amikor is a kultuszt űző gyerekeket egy földcsuszamlás sodorta el, amiből kevesen menekültek meg. Egy történelmi „legenda” szerint a hamelni gyerekek az erdélyi szászok ősei.
2014-ben cseh kutatók levéltári forrásokban utalást találtak arra, hogy a 13. században az olmützi püspök rendeletére Vyškov környékére szászokat telepítettek le. A feltételezések szerint 130 fiatal egy toborzás alkalmával áttelepedett Dél-Morvaországba, ahol megalapították Hamlíkov (kis Hameln) – 1596-ban elpusztult – települését.

## Motívumai és feldolgozása
A mondában felbukkan az Európa-szerte ismert bűvös síp motívuma.
A monda kedveltté vált a költők, írók körében. A leghíresebb feldolgozások:
- a Des Knaben Wunderhorn egyik darabja
- Goethe Rattenfängerlied-je
- Robert Browing A hamelni patkányfogó című verse[8]
- Karl Simrock balladája
- Julius Wolff verses elbeszélése (Der Rattenfänger von Hameln)
- Joachim von der Goltz drámája (1932)
- China Miéville 1998-ban megjelent urban fantasy regényében a Patkánykirályban is az egyik  főszereplő.
- Az ABBA "The Piper" (A furulyás) című dala (Super Trouper nagylemez, 1980) (angolul a hamelni patkányfogó = The Pied Piper of Hamelin).
- Crispian St. Peters (1939–2010) angol énekes-dalszerző egyik legismertebb dala 1966-ban jelent meg "The Pied Piper" (A patkányfogó) címen. (Steve Duboff és Artie Kornfeld szerzeménye.)
- Az HBO 2014. április 6-án debütált sorozatában, a Szilícium-völgy c. sorozatban (Silicon Valley) a főszereplő véletlenül feltalált dollármilliókat érő szoftverét Pied Piper-nek (= patkányfogónak) nevezte el.
- A "Problem Children Are Coming from Another World, Aren't They?" című japán animációs televíziós sorozat központi karakterei között áll, egyéb Grimm mesék szereplőivel.

Néhány további feldolgozás:
- Walt Disney filmje a patkányfogóról
- Egyes vélemények szerint Arany János Ünneprontók című balladája is ilyen feldolgozásnak tekinthető, bár ez vitatható, mivel maga a történet egészen más, csak egyes motívumok egyeznek.
- A halálba szólító vándor dalnok legendás motívumát Reményik Sándor is felhasználta, A hammelni patkányfogó című versében.[9]
- Dsida Jenő: "Hammelni legenda nyomán" c. versét vegyeskarra megzenésítette "Legenda" címmel Balassa  Sándor. (Bemutatta a Magyar Rádió énekkara 1970. dec. 21. Vez. Sapszon Ferenc)
- A patkány fogó motívumát Lucy Maud Montgomery is feldolgozta Anne-sorozatának utolsó részében, melynek címe: Anne gyermekei a háborúban (1921). A történet az első világháborúban zajlik, a patkány fogó pedig az önkéntesen bevonuló fiatal kanadai fiúkat hívja ellenállhatatlan furulya-dalával, amit, ők transzba esve követnek majd. Ezt a látomás képet Anne és Gilbert második fia, Walter fogalmazza meg még a hetedik kötetben, kisfiú korában. Ekkor még ők ugyan mit sem tudnak a jövendőbeli háborúról, de amikor az egyik kislány felkiált, hogy bizony ő is megy majd, Walter azt mondja neki, hogy csak a fiúk követhetik a patkányfogót, a lányoknak pedig otthon kell majd maradniuk és várni, hogy a fiúk visszatérjenek.
- A K-pop nemzetközi csillagai, a Bangtan Sonyeondan (BTS) is felhasználták a történet egyes elemeit “Pied Piper” című számukban, melyet a “Love Yourself: Her” albumukon hallhatunk.

## Magyarul
- Viktor Dyk: A patkányirtó; (fordította Cséfalvay Eszter) Madách–Európa, 1979
- Viktor Dyk: A patkánybűvölő; ([fordította Cséfalvay Eszter) Eri, 2006
- A hamelni patkányfogó; Napraforgó, Bp., 2006 (Harlequin mesék)
- Jakob és Wilhelm Grimm: A hamelni patkányfogó. Mese az ígéretek teljesítéséről; átdolg. Tom DeFalco, ford. Gordos Judit; Reader's Digest, Bp., 2009 (Tanulságos történetek)
- Szerb Antal: A hammelni patkányfogó; sajtó alá rend. Kovács Attila Zoltán; Szépmíves, Bp., 2018